# Preludio op. 49 n. 2 (Skrjabin)
Il Preludio op. 49 n. 2 di Aleksandr Nikolaevič Skrjabin, è il secondo dei suoi Trois Morceaux dell'Op. 49 (Tre pezzi), che sono stati scritti nel 1905. È annotato in fa maggiore, misura di 3/4, con una velocità di 69 per semiminima e dura 23 misure (e una in levare). Dovrebbe essere espresso Bruscamente irato.

## Incisioni
Ci sono registrazioni di Glenn Gould (del 1973) e Michail Pletnëv (del 1996).
- The Glenn Gould Edition: Chopin Piano Sonata n. 3, Mendelssohn Songs without Words etc. (S2K 52622) (presente anche nel volume 11 del video Ecstasy and Wit (Sony SHV 48417)
- Mikhail Pletnev: Scriabin: 24 Preludes, Sonatas 4 & 10, etc. (2002)